# القوى السحرية المطلقة للقديسة
القوى السحرية المطلقة للقديسة (بالإنجليزية: The Saint's Magic Power is Omnipotent)‏ هي رواية خفيفة يابانية نشرت على موقع شوسيتسوكا ني نارو في 2016.تم عمل مانغا مقتبسة منها نشرت في يوليو 2017 وتم عمل مسلسل أنمي من إنتاج ديوميديا عرض في 6 أبريل حتى 22 يونيو 2021.